# Richard Flood
Richard Flood es un actor irlandés, más conocido por haber interpretado a Tommy McConnel en la serie Crossing Lines y a James McKay en la serie Red Rock.

## Biografía
Desde el 2012 comenzó a salir con la actriz italiana Gabriella Pession; más tarde la pareja se comprometió. En julio de 2014 le dieron la bienvenida a su primer hijo, Giulio Flood . El 3 de septiembre de 2016, finalmente se casaron en Portofino (Italia).

## Carrera
En 2008 apareció en el comercial Thatchers, donde interpretó a un joven llamado Tom. 
En 2012 apareció como invitado en un episodio de la serie Titanic: Blood and Steel, donde interpretó a Samuel Johanson. En 2013 se unió al elenco principal de la nueva serie Crossing Lines, donde interpreta al detective Tommy McConnel hasta ahora. En 2015 se unió al elenco principal de la nueva serie Red Rock, donde interpretó  al superintendente de la policía James McKay hasta 2016. En agosto de 2017, se anunció que se había unido al elenco de la octava temporada de la serie Shameless, donde dio vida a Ford.

## Filmografía[11]

### Series de televisión
| Año         | Serie                   | Papel                    | Notas                                                     |
| ----------- | ----------------------- | ------------------------ | --------------------------------------------------------- |
| 2012        | Titanic: sangre y acero | Samuel Johanson          | Capítulo: "The Tipping Point"                             |
| 2013 - 2014 | Crossing Lines          | Tommy McConnel           | Elenco principal; 22 capítulos                            |
| 2015 - 2016 | Red Rock                | Garda Supt. James McCkay | Elenco principal; 74 capítulos                            |
| 2017 - 2019 | Shameless               | Ford Kellogg             | Elenco principal; 14 capítulos                            |
| 2019 - 2022 | Grey's Anatomy          | Dr. Cormac Hayes         | Recurrente (T16) Elenco principal (T17-T18); 35 episodios |

### Películas
| Año  | Título           | Personaje    | Notas                                                                              |
| ---- | ---------------- | ------------ | ---------------------------------------------------------------------------------- |
| 2013 | Taking the Boat  | Danny        | corto - junto a Nora-Jane Noone, Jason McLaughlin, Katherine Fox & Sophie Robinson |
| 2011 | Solo             | Benji        | corto                                                                              |
| 2010 | Three Wise Women | Peter        | junto a Fionnula Flanagan, John Rhys-Davies, Hugh O'Conor & Jack Reynor            |
| 2017 | The Unseen       | Will Shields |                                                                                    |

### Radio
| Año  | Título           | Personaje |
| ---- | ---------------- | --------- |
| 2006 | Don Juan In Soho | Colm      |

### Teatro
| Año  | Obra                    | Personaje | Director (a)   | Teatro              | Notas                                                                |
| ---- | ----------------------- | --------- | -------------- | ------------------- | -------------------------------------------------------------------- |
| 2016 | After Miss Julie        | John      | Anthony Banks  | Theatre Royal Bath  | junto a Helen George y Amy Cudden                                    |
| 2011 | Cat on a Hot Tin Roof   | Brick     | Mark Brokaw    | The Gate Theatre    | junto a Fiona O’Shaughnessy, Owen Roe, Steve Harris y John Kavanagh. |
| 2009 | The Rubenstein Kiss     | Matthew   | Katie Goodwin  | The Gate Theatre    | -                                                                    |
| 2009 | Vantastic               | Doddie    | Luke Kernaghan | Oval House Theatre  | -                                                                    |
| 2009 | Lobster                 | Tobias    | Luke Kernaghan | Oval House Theatre  | -                                                                    |
| 2008 | Starving                | Charlie   | Simon Usher    | Theatre 503         | -                                                                    |
| 2006 | Druidsynge              | -         | Garry Hynes    | Druid Theatre       | -                                                                    |
| 2005 | Macbeth                 | Macbeth   | George Peck    | The Pegasus Theatre | -                                                                    |
| 2005 | The Freedom Of The City | Skinner   | Vicky Jones    | Finborough Theatre  | -                                                                    |